# Western (Ghana)
5°36′N 2°18′V / 5.600°N 2.300°V
 For alternative betydninger, se Western. (Se også artikler, som begynder med Western)
Western Region er en af Ghanas regioner. Administrationsbyen er Sekondi. Regionen dækker et område som strækker sig fra grænsen til Elfenbenskysten i vest til Central Region i øst og til Ashanti mod nordøst . Den inkluderer landets sydligste punkt, Cape Three Points.
Regionen har Ghanas største regnmængde, frodige skove og frugtbar landbrugsjord. Der findes flere guldminer. 
Kulturelt domineres regionen af nzema, en gren af akan-kulturen. De vigtigste afrikanske sprog er fante og nzema. Kristendom er vigtigste religion, men traditionel fetichkult er også udbredt.
Kwame Nkrumah, Ghanas første statsoverhoved, blev født i Nkroful i Western Region. Han arbejdede i 1930'erne som lærer i Axim.
De vigtigste floder er Ankobra, Pra og Tana. Sidstnævnte markerer over en strækning den vestlige rigsgrænse. 
Regionen er kendt for landsbyen Nzulezo, som er bygget på stolper og platforme over vand. I regionen ligger også Bia National Park og Ankasa naturbeskyttelsesområde . Der findes flere forter bygget af forskellige europæiske koloniherrer fra 1512 og fremover. 

## Byer og landsbyer
- Axim
- Elubo
- Nkroful
- Nzulezo
- Sekondi
- Takoradi